# Скаддер, Джеффри
Джеффри Джордж Эдгар Скаддер (англ. Geoffrey George Edgar Scudder; 18 марта 1934, Фокхэм, Кент, Великобритания — 4 июля 2023, Ванкувер, Канада) — британский и канадский энтомолог, музейный куратор и университетский преподаватель. Специалист по полужесткокрылым, впервые описавший два новых семейства, 68 родов и 275 видов, создатель одной из лучших в Канаде музейных коллекций насекомых (Спенсеровская энтомологическая коллекция, Университет Британской Колумбии), руководитель отделения зоологии Университета Британской Колумбии (1967—1991). Член Королевского общества Канады, президент Канадского общества зоологов (1989—1990), кавалер ордена Канады (2002).

## Биография
Родился в 1934 году в Фокхэме (Кент) и с 12 лет мечтал о работе энтомолога. В 1955 году окончил с отличием Уэльский университет в Аберистуите, а в 1958 году, в возрасте 24 лет, защитил докторскую диссертацию по энтомологии в Оксфорде, посвящённую яйцекладам насекомых, в частности, в семействе Чешуйницы. В том же году женился на Жаклин Ховард и отправился в Канаду, чтобы занять место преподавателя в Университете Британской Колумбии. Получил звание ассистент-профессора в 1960 и полного профессора в 1968 году и оставался в штате этого вуза до выхода на пенсию в 1999 году. Возглавлял отделение зоологии Университета Британской Колумбии с 1976 до 1991 года и входил в сенат с 1978 по 1993 год. В 1965 году у Джеффри и Жаклин Скаддер родилась дочь Никола Клэр.
Был научным руководителем 28 магистерских, 10 докторских диссертаций и 7 постдокторатов. Стал первым в истории Университета Британской Колумбии преподавателем, удостоенным всех четырёх главных наград этого вуза — награды «Мастер-учитель» (1976), Исследовательской премии Киллиама (1989), Премии президента за отличную работу (1993) и благодарности преподавательского коллектива (1997). На протяжении всего времени работы в Университете Британской Колумбии, с 1958 по 1999 год, оставался директором Спенсеровской энтомологической коллекции университета, которую превратил в одно из лучших энтомологических собраний в Канаде. Внёс заметный вклад в развитие коллекций других музеев, в особенности Королевского музея Британской Колумбии, где участвовал в сборе 32 тысяч образцов членистоногих и идентифицировал более половины из 8 тысяч экземпляров коллекции полужесткокрылых. С конца 1980-х годов активно участвовал в общественной борьбе за сохранение видов под угрозой исчезновения.
Президент Энтомологического общества Британской Колумбии в 1966—1967 годах (почётный пожизненный член с 1998 года). Член Энтомологического общества Канады с 1977 года, занимал пост его президента в 1986—1987 годах. Президент Канадского общества зоологов в 1989—1990 годах. Председатель Учёного совета Канады по биоразнообразию с 1998 года, редактор журнала Biodiversity. Сыграл важную роль в создании Международного конгресса по систематике и эволюционной биологии — в 1978—1980 годах входил в организационный комитет, с 1980 по 1985 год сопредседатель конгресса. Занимал руководящие посты в Тихоокеанской научной ассоциации, где возглавлял научную комиссию по энтомологии, входил в состав исполкома, а с 1990 по 1995 был вице-президентом. Директор Фонда природы Британской Колумбии с 2001 по 2018 год.
Умер в Ванкувере в июле 2023 года, после нескольких лет болезни, оставив после себя жену и дочь.

## Научные исследования
За научную карьеру опубликовал более 250 статей в рецензируемых изданиях, 6 книг (ещё в двух выступил как редактор), 12 глав в книгах и более 100 работ других видов, включая доклады на конференциях, аннотации и книжные обзоры.
Со студенческих лет особый интерес Скаддера вызывали полужесткокрылые. Этой теме была посвящена уже первая его опубликованная работа, написанная в 1956 году в соавторстве с известным систематиком полужесткокрылых Ричардом Саутвудом. Начиная с Оксфорда, опубликовал десятки работ, посвящённых земляным клопам, по которым приобрёл репутацию эксперта мирового уровня, изучая их во всех регионах Земли, принимая участие в экспедициях и проводя долгое время в ведущих биологических музеях мира. В общей сложности в рамках ныне выделяемого надсемейства Lygaeoidea Скаддер описал 2 новых семейства, 68 родов и 275 видов. Отдельная серия исследований была посвящена вариациям в летательной мускулатуре водных представителей полужесткокрылых и их роли в распространении с помощью полёта.
С 1957 по 1971 год опубликовал ряд работ по сравнительной морфологии половых органов насекомых. Интересы Скаддера включали также эволюционную биологию, что отразилось в публикациях об эволюции предупреждающей окраски у земляных клопов (1972—1986), вторичного нёба у позвоночных (1990) и нагрудных слуховых органов чешуекрылых (1999). С 1960-х по 1980-е годы вместе с учениками провёл серию исследований солёных озёр в степной части Британской Колумбии. Многие из этих исследований касались вопросов адаптации водных насекомых к солёной среде и, в частности, эволюционным механизмам осморегуляции. Другие работы касались тем таксономии, биоразнообразия, нишевой конкуренции, общественных структур, в их центре в основном были семейства гребляков, водомерок и комаров-звонцов.
Результатами исследований региональной фауны стали заметное участие Скаддера в подготовке книги Canada and Its Insect Fauna (1979), ряд масштабных обзоров насекомых Юкона и биогеографические исследования Островов Королевы Шарлотты (Хайда-Гуай). В 1980-е и 1990-е годы в фокусе его интересов оказались реликтовые северные степи и взаимосвязь региональных экосистем Берингии. Значительный вклад внёс в документирование редких и исчезающих видов флоры и фауны Британской Колумбии, в особенности в степях южной части долины Оканаган. Сооснователь Осуюсского общества изучения пустыни. Сооснователь Осуюсского общества изучения пустыни

## Признание заслуг
Вклад Джеффри Скаддера в науку отмечен рядом профессиональных наград. В 1975 году он был награждён золотой медалью Энтомологического общества Канады за выдающийся вклад в энтомологию, в 2020 году удостоен премии Брюса Нейлора за выдающийся вклад в развитие естественнонаучного музееведения в Канаде. С 2001 года имя Джеффри Скаддера носит традиционная приглашённая лекция по энтомологии в Университете Британской Колумбии (ранее Спенсеровская мемориальная лекция).
В 1975 году избран членом Королевского общества Канады, в 1998 году — членом Американской ассоциации содействия развитию науки. Кавалер ордена Канады (2002).